# Gemet (Einheit)
Das Gemet war vorrangig ein niederländisches Volumenmaß und für die Waren Milch, Honig, Öl und Sirup geeignet. Es war auch Teil einer Maßkette von Flächenmaßen.
- 1 Gemet = 3 Verres/Glas
- 1 Gemet = 45,519 Pariser Kubikzoll = 0,9023 Liter[1]

Als niederländisches Flächenmaß
- 1 Morgen = 2 Gemet = 6 Hond = 600 Quadrat-Roede = 8515 Quadratmeter = 85,1579 Ares[2]